# A3 (motorväg, Kroatien)

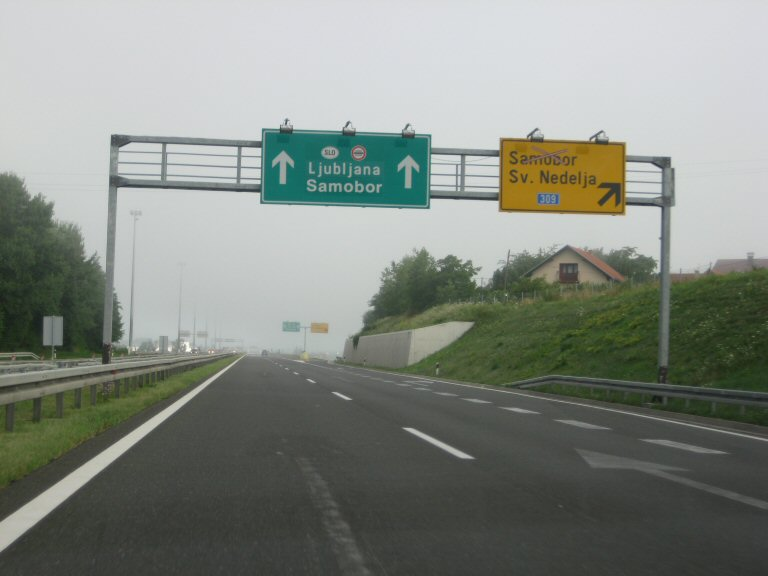
A3 strax norr om Zagreb, nära gränsen till Slovenien. Här syns avfarten till Samobor och Sveta Nedelja.

A3 är en motorväg i Kroatien som går från gränsen med Slovenien (Bregana) via huvudstaden Zagreb och vidare till gränsen med Serbien. Den är en del av europaväg E70.
Motorvägen är en del av en längre motorväg (E70) som går mellan Ljubljana och Belgrad och som i förlängningen förbinder västra och östra Europa. Motorvägen passerar bland annat städerna Ivanić-Grad, Nova Gradiška och Slavonski Brod samt skär genom landskapet Slavonien och regionen Posavina. 

## Historia
Motorvägen byggdes under den tid då Jugoslavien existerade och under ledning av landets dåvarande president Tito. Motorvägen ingick i det vägprojekt som Tito kallade "vägen för broderskap och enighet" och avsikten var att knyta ihop hela landet med motorvägar och att även länka ihop dessa motorvägar med det dåvarande Jugoslaviens grannländer. Denna motorväg blev också mycket viktig för trafiken i stora delar av sydöstra Europa då den utgjorde en viktig genomfartsförbindelse för internationell trafik. Under det kroatiska självständighetskriget i början av 1990-talet förstördes den del av motorvägen som låg närmast den serbiska gränsen. Den förstörda delen av motorvägen var också under några år avstängd för trafik. Några år senare öppnades detta avsnitt åter för trafik men då enbart det ena körfältet. Idag är hela motorvägen åter öppen för trafik i båda körfälten. Under det kroatiska självständighetskriget förlorade motorvägen i betydelse då den internationella trafiken valde alternativa vägar istället. Idag har motorvägen åter fått samma stora betydelse för internationell trafik som den hade före kriget.